# Darkovce
Darkovce (en serbe cyrillique : Дарковце) est un village de Serbie situé dans la municipalité de Crna Trava, district de Jablanica. Au recensement de 2011, il comptait 91 habitants.

## Démographie
| 1948  | 1953  | 1961  | 1971  | 1981 | 1991 | 2002 | 2011 |
| ----- | ----- | ----- | ----- | ---- | ---- | ---- | ---- |
| 1 501 | 1 428 | 1 507 | 1 379 | 922  | 455  | 205  | 91   |

|  |